# Нахимовское военно-морское училище (Санкт-Петербург)
Нахи́мовское вое́нно-морско́е учи́лище — училище военных моряков, которое было открыто в Ленинграде в 1944 году. Занимает здание в стиле необарокко в начале Петроградской набережной — Городской училищный дом имени Петра Великого. Названо в честь адмирала Нахимова. Училище многие годы представляет ВМФ на военных парадах в Москве и Санкт-Петербурге. Срок обучения составляет 7 лет.

## История
Ленинградское Нахимовское военно-морское училище создано в соответствии с постановлением Совета Народных Комиссаров Союза ССР от 21 июня 1944 года № 745 и приказом Народного Комиссара ВМФ СССР от 23 июня 1944 года № 280 для устройства, обучения и воспитания сыновей воинов Военно-Морского Флота, Красной Армии и партизан Великой Отечественной войны. Дата издания приказа Наркома ВМФ о формировании училища — 23 июня — установлена годовым праздником училища.
18 сентября 1944 года состоялось первое зачисление в Ленинградское Нахимовское военно-морское училище. В первый учебный год за парты сели 408 воспитанников в возрасте от 10 до 14 лет. Многие из них до этого участвовали в боях на фронте, имели награды. В 1948 году состоялся его первый выпуск. Слово «Ленинградское» было исключено из названия училища в 1992 году.

## Здание училища
Здание училища — объект культурного наследия федерального значения — расположено в 150 метрах от берега Невы, напротив стоянки крейсера «Аврора». Построено в 1909—1910 гг. в стиле необарокко к 200-летнему юбилею Полтавской битвы по проекту А. И. Дмитриева и с момента постройки использовалось как училище («Городской училищный дом имени Петра Великого»). Над декором фасадов и интерьерами работали Александр Бенуа и другие мастера из объединения «Мир искусства».
В 2017—2018 гг. здание училища было закрыто на капитальный ремонт (реконструкцию). Младшие курсы училища на это время были переведены в Воронцовский дворец (бывшее здание Санкт-Петербургского суворовского военного училища). В ходе реконструкции не только полностью переоснащены учебные классы, но и построен новый многофункциональный корпус. Территория учебного заведения увеличилась в три раза, а все его корпуса, по заверению руководства, были «объединены в единый архитектурный ансамбль». Ради расширения территории были снесены два детских сада и исторический резервуар для воды, сняты с охраны интерьеры здания фильтров и отстойников Петроградской фильтроозонной станции.

## Филиалы
В 2016 году Севастопольское президентское кадетское училище и Владивостокское президентское кадетское училище стали филиалами Нахимовского военно-морского училища. По распоряжению Президента Российской Федерации от 1 сентября 2017 года в Мурманске открыт третий филиал училища — Мурманское Нахимовское военно-морское училище. Таким образом, нахимовские военно-морские училища созданы на всех четырёх флотах России. В планах на 2019 год было открытие четвёртого филиала училища — в Дагестане, при Каспийской флотилии, однако по состоянию на август 2022 года вопрос о создании филиала в Каспийске не был решён. 30 августа 2020 года принял первых нахимовцев филиал Нахимовского военно-морского училища в Калининграде. Готовится к открытию с 1 сентября 2024 года филиал Нахимовского военно-морского училища в Мариуполе.

## Персоналии

### Начальники училища
- 1944—1949 — контр-адмирал Изачик, Николай Георгиевич
- 1949—1961 — контр-адмирал Грищенко, Григорий Евтеевич
- 1961—1963 — контр-адмирал Бачков, Николай Мефодиевич
- 1963—1971 — контр-адмирал Бакарджиев, Вячеслав Георгиевич
- 1971—1976 — контр-адмирал Беляев, Павел Григорьевич
- 1976—1979 — контр-адмирал Фёдоров, Николай Константинович
- 1979—1990 — контр-адмирал Столяров, Лев Николаевич, Герой Советского Союза
- 1990—2001 — контр-адмирал Малов, Николай Николаевич
- 2001—2007 — контр-адмирал Букин, Александр Николаевич[13]
- 2007—2008 — контр-адмирал Юрченко, Андрей Яковлевич
- 2008—2013 — капитан 1 ранга запаса Андреев, Николай Николаевич
- 2013—2018 — контр-адмирал запаса Суров, Алексей Борисович
- 2018—2020 — контр-адмирал запаса Минаков, Анатолий Николаевич
- 2020—н. в. — вице-адмирал запаса Максимчук, Алексей Романович[1]

### Выпускники училища
См. Категория:Выпускники Ленинградского Нахимовского военно-морского училища

## Награды
- Общественный орден «Во славу флота Российского» I-й степени (25 мая 2017 г.) — за многолетнее воспитание, обучение и подготовку будущих офицеров флота[14].
- В 1996 году за образцовое прохождение по Красной площади парадный полк училища получил личную благодарность Верховного Главнокомандующего Вооружёнными Силами Российской Федерации.
- Орден Почёта (1 сентября 2023 г.) — за большой вклад в воспитание молодёжи в духе патриотического служения Отечеству[15].